# آلفونز دوکویپر
آلفونز دوکویپر (فرانسوی: Alphonse Decuyper‎؛ ۳ آوریل ۱۸۷۷ – ۷ ژوئن ۱۹۳۷ (۶۰ سال)) بازیکن واترپلو اهل فرانسه بود.